# Liste des réserves de biosphère au Panama
Cet article recense les réserves de biosphère au Panama.

## Statistiques
En 2023, Panama compte trois réserves de biosphère.

## Liste
| Réserve de biosphère | Création | Superficie (km²) | Superficie (km²) | Superficie (km²) | Superficie (km²) | Notes | Illustration |
| Réserve de biosphère | Création | Totale           | Centre           | Tampon           | Transition       | Notes | Illustration |
| -------------------- | -------- | ---------------- | ---------------- | ---------------- | ---------------- | ----- | ------------ |
| Darién               | 1983     | 8 593            | 3 383            | 3 345            | 1 865            |       |              |
| La Amistad           | 2000     | 6 556            | 3 090            | 2 567            | 928              |       |              |